# Welt-Anti-Korruptions-Tag
Der Welt-Anti-Korruptions-Tag oder auch Weltantikorruptionstag wird seit 2003 am 9. Dezember begangen, als das Übereinkommen der Vereinten Nationen gegen Korruption zur Unterzeichnung in Mérida vorlag.

## Ziel
Dieser Welttag ist eine jährliche Veranstaltung der UN mit dem Ziel, das Bewusstsein für Korruption und damit zusammenhängende Fragen zu verstärken und die Menschen, die Korruption in ihren Gemeinden und Regierungen bekämpfen, aufzuzeigen. Die Vereinten Nationen verabschiedeten 2003 eine Resolution zur Einführung des Anti-Korruptions-Tags.

## Inhalt
Die Konvention zur Bekämpfung von Korruption beinhaltet unter anderem verschiedene Maßnahmen und Verhaltenskodexe zur Sicherung der Unabhängigkeit der Justiz, objektive Kriterien bei der Einstellung und Beförderung von Beamten sowie für die öffentliche Auftragsvergabe. Sie behandelt auch Regelungen zu Geldwäsche und Schadensersatzforderungsmöglichkeiten für Opfer von Korruption.